# Orpin des rochers

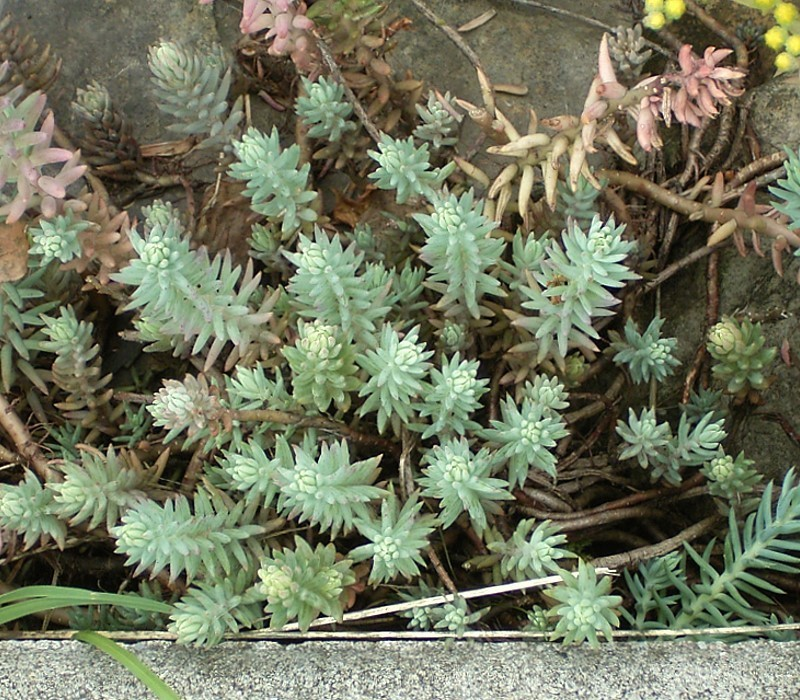
Tiges feuillées.

Sedum rupestre
Espèce
Classification phylogénétique
L'Orpin des rochers, Orpin rupestre ou Orpin réfléchi (Sedum rupestre) est une espèce de plante de la famille des Crassulaceae.
Synonyme non accepté (d'après ITIS)
- Sedum reflexum L.

## Description
L'orpin des rochers présente un feuillage persistant en épi gris-vert en couvre-sol. Son inflorescence est faite de panicules de fleurs étoilées jaunes, durant l'été. 
Elle se rencontre sur les sols ordinaires, pauvres, même calcaires, secs à modérément humides mais exposés au soleil.
Rustique, la plante supporte des températures négatives au moins jusqu'à −15 °C.
Sa multiplication est facile par bouturage.

### Caractéristiques
- Organes reproducteurs
  - Couleur dominante des fleurs : jaune
  - Période de floraison : juillet-septembre
  - Inflorescence : cyme multipare
  - Sexualité : hermaphrodite
  - Pollinisation : entomogame
- Graine
  - Fruit : follicule
  - Dissémination : anémochore
- Habitat et répartition
  - Habitat type : pelouses vivaces des lithosols compacts (dalles) et mobiles (sables), médioeuropéennes à méditerranéennes
  - Aire de répartition : européen

Données d'après : Julve, Ph., 1998 ff. - Baseflor. Index botanique, écologique et chorologique de la flore de France. Version : 23 avril 2004.

## Utilisation
Cet orpin fait partie des sédums utilisés pour végétaliser les toitures végétales.